# Las Pampas
Las Pampas, auch San Francisco de las Pampas, ist eine Ortschaft und eine Parroquia rural („ländliches Kirchspiel“) im Kanton Sigchos der ecuadorianischen Provinz Cotopaxi. Die Parroquia besitzt eine Fläche von 131,56 km². Die Einwohnerzahl lag im Jahr 2010 bei 1943.

## Lage
Die Parroquia Las Pampas liegt in der Cordillera Occidental im Nordwesten der Provinz Cotopaxi. Das Gebiet hat eine Längsausdehnung in Nord-Süd-Richtung von knapp 17 km sowie eine maximale Breite von 12 km. Der Oberlauf des Río Toachi durchquert den Osten der Parroquia in nördlicher Richtung und entwässert dabei das gesamte Verwaltungsgebiet. An der westlichen Verwaltungsgrenze erhebt sich der 2570 m hohe Berg El Centinela. Der 1580 m hoch gelegene Hauptort Las Pampas befindet sich 31 km nordnordwestlich vom Kantonshauptort Sigchos. Zwei 25 km lange Nebenstraßen verbinden den Ort mit der weiter nördlich verlaufenden Fernstraße E20 (Quito–Santo Domingo de los Colorados).
Die Parroquia Las Pampas grenzt im Nordosten an die Provinz Santo Domingo de los Tsáchilas mit der Parroquia San José de Alluriquín (Kanton Santo Domingo), im Nordosten an die Parroquia Palo Quemado sowie im Südosten und im Südwesten an die Parroquia Sigchos.

## Orte und Siedlungen
Neben dem Hauptort Las Pampas gibt es in der Parroquia folgende Recintos: Galápagos, Naranjito, Rio Negro, Saguambi, Los Dos Ríos, Las Juntas, El Triunfo, La Delicia, Campo Alegre Alto, Campo Alegre Bajo, Piedra Colorada und Ana María.

## Geschichte
Die Parroquia Las Pampas wurde am 9. November 1953 gegründet.

## Bevölkerung
85 Prozent der Bevölkerung sind Mestizen, 12 Prozent betrachten sich als Montubios.

## Ökologie
76 Prozent der Gesamtfläche der Parroquia liegen innerhalb der Reserva Ecológica Los Ilinizas. Lediglich der Norden des Verwaltungsgebietes liegt nicht in dem Schutzgebiet.